# Berg (trigram)
Berg is een trigram uit het Chinese Boek van Veranderingen. Het trigram stelt een berg voor.
Het ziet er als volgt uit:
```
----- 3 Yang
-- -- 2 Yin
-- -- 1 Yin

```

Betekenissen van het trigram:
- berg;
- windstreek: het Noordoosten

Met de trigrammen van de I Tjing kunnen de hexagrammen worden samengesteld.